# IJsselstein
IJsselstein és un municipi de la província d'Utrecht, al centre dels Països Baixos. L'1 de gener de 2009 tenia 34.232 habitants repartits per una superfície de 21,62 km² (dels quals 0,45 km² corresponen a aigua).

## Ajuntament
El consistori municipal consta de 23 membres, format des del 2006 per:
- PvdA, 7 regidors
- VVD, 5 regidors
- CDA, 4 regidors
- Liberal Demòcrates, 2 regidors
- GroenLinks, 2 regidors
- ChristenUnie, 1 regidor
- Demòcrates 66, 1 regidor
- Burger Belang IJsselstein, 1 regidor

## Agermanaments
- Herentals
- Strakonice

## Galeria d'imatges

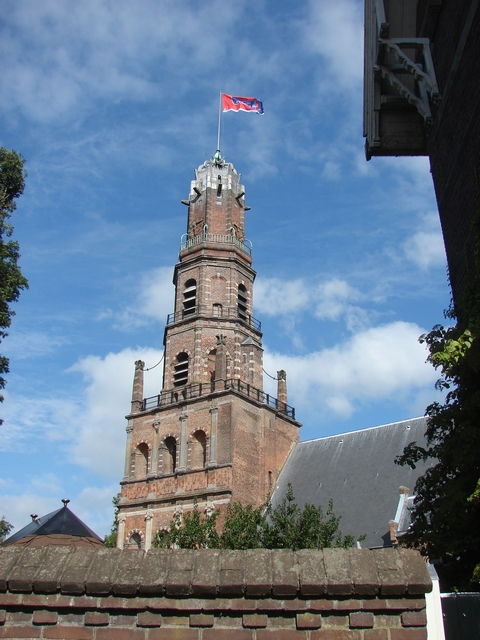
Torre de l'església de Sint Nicolaas
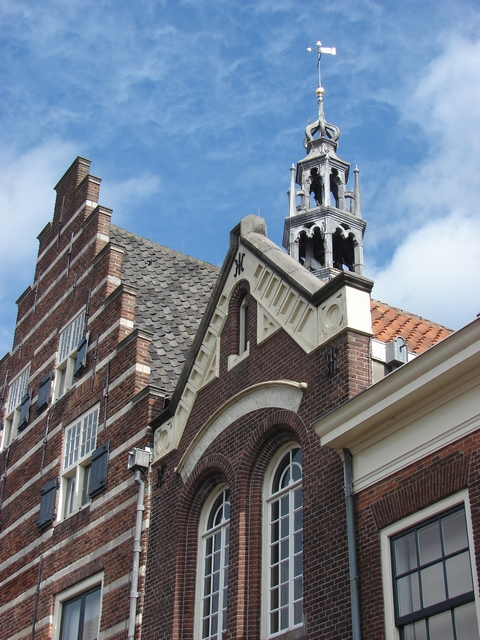
Centre de la ciutat